# 布格普拉茨山

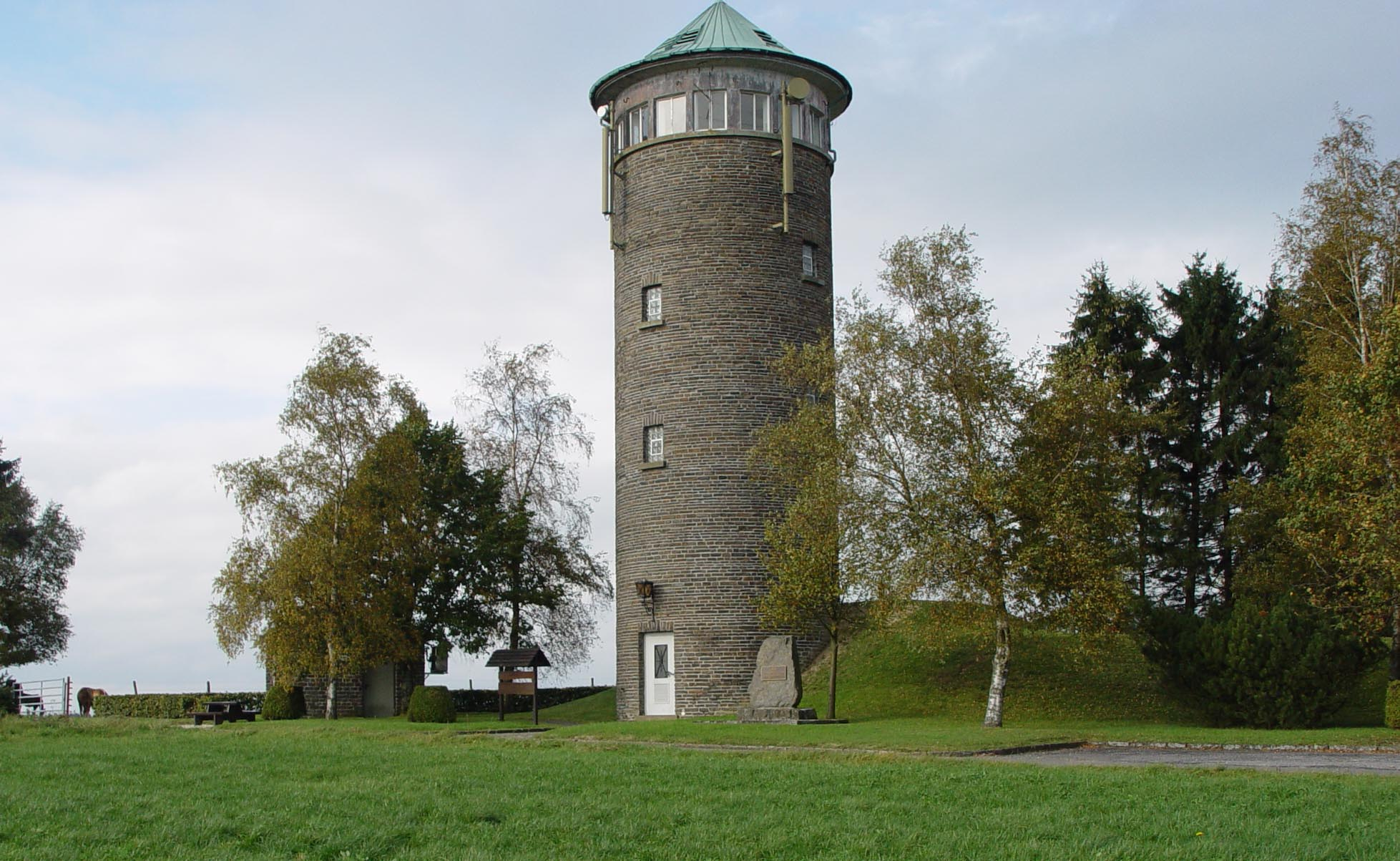
布格普拉茨山上的塔

布格普拉茨山（卢森堡语：Buurgplaatz，亦作Buergplaatz 和 Buergplaz zu Huldang；德语：Burgplatz；法语：Burrigplatz）是卢森堡北部市镇特鲁瓦维耶日的一座小山。 559（1,834英尺）的山峰坐落厄斯灵地区的50°09′41″N 6°01′41″E / 50.1615°N 6.0281°E。

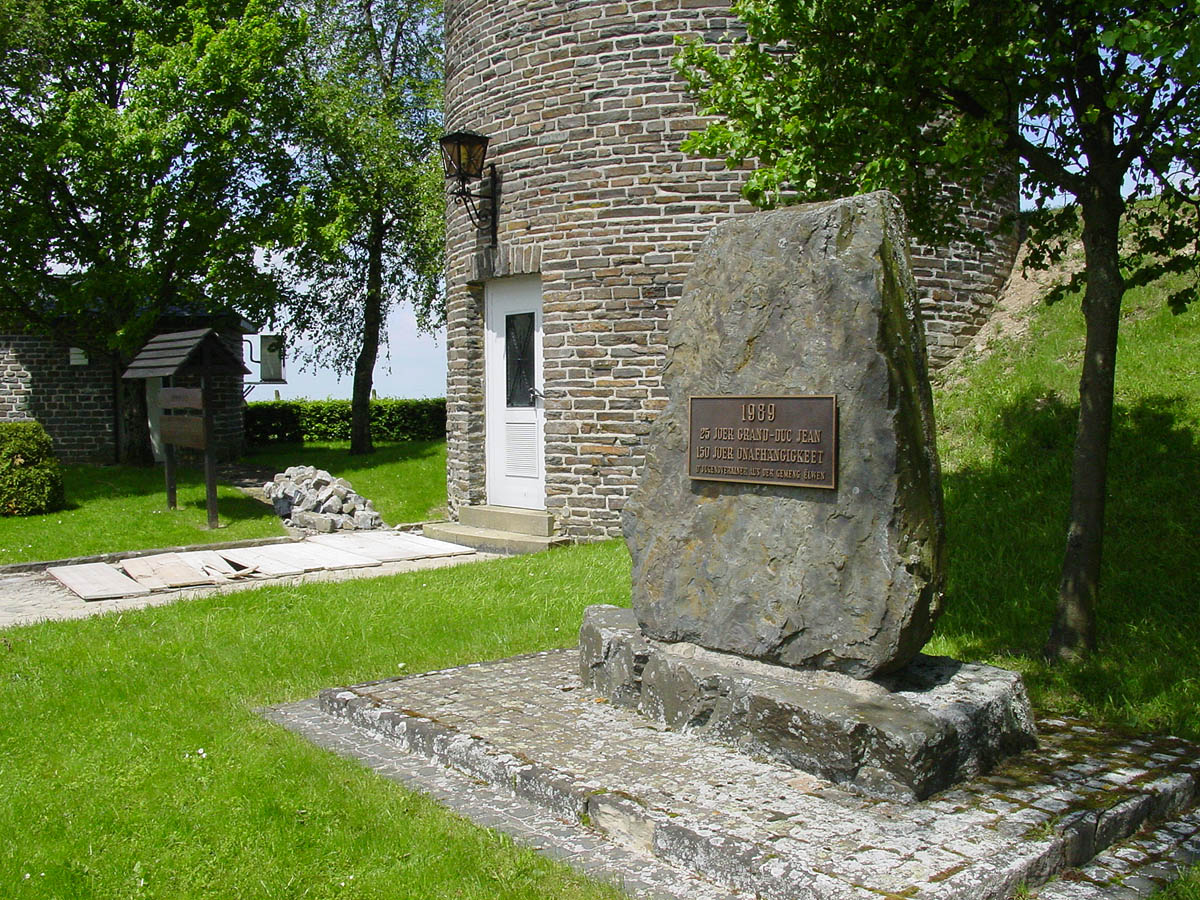
石匾与塔的底部

人们常常误认为它是卢森堡的最高点（以至于山峰上都有一块匾庆祝）。实际上，它是仅次于克内夫山560米（1,840英尺）的第二高山。